# 克里斯蒂安·舒尔特
克里斯蒂安·舒尔特（德語：Christian Schulte，1975年8月7日—），德国男子曲棍球运动员。他曾代表德国国家队参加2004年夏季奥林匹克运动会曲棍球比赛，获得一枚铜牌。他也入选了2008年夏季奥林匹克运动会德国曲棍球队名单，但并未上场参赛。